# 八幡町立口明方中学校
八幡町立口明方中学校（はちまんちょうりつ　くちみょうがたちゅうがっこう）は、かつて岐阜県郡上郡八幡町（現・郡上市）に存在した公立中学校。

## 概要
- 旧・郡上郡口明方村の中学校であった。1974年、八幡中学校に統合され廃校。
- 校舎は口明方小学校に隣接していた。現在の口明方小学校の体育館付近が跡地に該当する。

## 沿革
- 1947年（昭和22年）4月1日 - 口明方村立口明方中学校として開校する。口明方公民館を仮校舎とする。
- 1949年（昭和24年）5月5日 - 校舎（木造2階建）が完成する。
- 1954年（昭和29年）
  - 11月3日 - 屋内体操場が完成。
  - 12月15日 - 八幡町、相生村、川合村、口明方村、小那比村が合併し、八幡町が発足。同時に八幡町立口明方中学校に改称する。
- 1974年（昭和49年）3月 - 八幡中学校に統合され廃校。